# Pierre-Augustin Vallier
Pierre-Augustin Vallier est un homme politique français né le 27 août 1763 à Saint-Marcellin (Isère) et décédé le 22 avril 1846 au même lieu.

## Biographie
Avocat en 1783, il est membre du directoire du département en 1790 puis député de l'Isère de 1791 à 1792, siégeant dans la majorité. Il est ensuite maire de Saint-Marcellin. Sous-préfet par intérim après le coup d'État du 18 Brumaire, il devient magistrat de sûreté de l'arrondissement, puis président de canton et conseiller général.